# Former Beauty Queen
Former Beauty Queen är en svensk popgrupp från Östersund, bildat 2004. Består av medlemmarna Jimmy Halvarsson (sång, gitarr) och Johan Nilsson (gitarr).
Former Beauty Queen spelar popmusik med tydliga americana- och countryinfluenser.

## Diskografi
1. Our Private Mardi Gras (CD-singel, 2005)
2. Loyal To No Man (CD-singel, 2005)
3. Strangers Kindness (CD-singel, 2006)